# SN 1997es
SN 1997es – supernowa typu Ia odkryta 28 grudnia 1997 roku w galaktyce A081840+0313. W momencie odkrycia miała maksymalną jasność 24,30m.